# Världsmästerskapet i fotboll för klubblag 2017
Världsmästerskapet i fotboll för klubblag 2017 var den fjortonde upplagan av VM i fotboll för klubblag. Turneringen avgjordes i åtta matcher mellan de kontinentala mästarna i fotboll. Turneringen spelades under perioden 6–16 december 2017, i Förenade Arabemiraten. Sju lag från sex konfederationer deltog i turneringen. Asien hade två platser eftersom Förenade Arabemiraten var värdnation. Real Madrid från Spanien vann turneringen då man i finalen vann över Grêmio från Brasilien med 1–0.

## Kvalificerade lag[1]
| Federation | Federation               | Kvalificerade lag    | Kvalificering genom                 |
| ---------- | ------------------------ | -------------------- | ----------------------------------- |
| AFC        | Asien                    | Al Jazira (arrangör) | UAE Pro-League 2016/2017            |
| AFC        | Asien                    | Urawa Red Diamonds   | AFC Champions League 2017           |
| Caf        | Afrika                   | Wydad Casablanca     | Caf Champions League 2017           |
| Concacaf   | Nord- och Centralamerika | Pachuca              | Concacaf Champions League 2016/2017 |
| Conmebol   | Sydamerika               | Grêmio               | Copa Libertadores 2017              |
| OFC        | Oceanien                 | Auckland City        | OFC Champions League 2017           |
| Uefa       | Europa                   | Real Madrid          | Uefa Champions League 2016/2017     |

## Matcher

### Spelträd
|  | Omgång 1      | Omgång 1   |  |  | Omgång 2           | Omgång 2   |  |  | Semifinaler         | Semifinaler |  |  | Final                | Final       |  |
|  |               |            |  |  |                    |            |  |  |                     |             |  |  |                      |             |  |
|  | 6 december    | 6 december |  |  | 9 december         | 9 december |  |  | 13 december         | 13 december |  |  |                      |             |  |
|  | Al Jazira     | 1          |  |  | Al Jazira          | 1          |  |  | Al Jazira           | 1           |  |  |                      |             |  |
|  | Auckland City | 0          |  |  | Urawa Red Diamonds | 0          |  |  | Real Madrid         | 2           |  |  |                      |             |  |
|  |               |            |  |  |                    |            |  |  |                     |             |  |  |                      |             |  |
|  |               |            |  |  |                    |            |  |  |                     |             |  |  |                      |             |  |
|  |               |            |  |  |                    |            |  |  | Match om femteplats |             |  |  |                      |             |  |
|  |               |            |  |  |                    |            |  |  | 13 december         | 13 december |  |  | 16 december          | 16 december |  |
|  |               |            |  |  |                    |            |  |  | Wydad Casablanca    | 2           |  |  | Real Madrid          | 1           |  |
|  |               |            |  |  |                    |            |  |  | Urawa Red Diamonds  | 3           |  |  | Grêmio               | 0           |  |
|  |               |            |  |  |                    |            |  |  |                     |             |  |  |                      |             |  |
|  |               |            |  |  |                    |            |  |  |                     |             |  |  | Match om tredjeplats |             |  |
|  |               |            |  |  | 9 december         | 9 december |  |  | 12 december         | 12 december |  |  | 16 december          | 16 december |  |
|  |               |            |  |  | Pachuca (e.f.)     | 1          |  |  | Grêmio (e.f.)       | 1           |  |  | Al Jazira            | 1           |  |
|  |               |            |  |  | Wydad Casablanca   | 0          |  |  | Pachuca             | 0           |  |  | Pachuca              | 4           |  |

### Playoff
| 1           | 6 december 2017 | Al Jazira     | 1 – 0           | Auckland City | Hazza bin Zayed-stadion                                |                                                        |
| 21:00 UTC+4 | 21:00 UTC+4     | Romarinho 37′ | (1 – 0) Rapport |               | al-Ayn Publik: 4 246 Domare: Malang Diedhiou (Senegal) | al-Ayn Publik: 4 246 Domare: Malang Diedhiou (Senegal) |
| 21:00 UTC+4 | 21:00 UTC+4     |               |                 |               | al-Ayn Publik: 4 246 Domare: Malang Diedhiou (Senegal) | al-Ayn Publik: 4 246 Domare: Malang Diedhiou (Senegal) |
| 21:00 UTC+4 | 21:00 UTC+4     |               |                 |               | al-Ayn Publik: 4 246 Domare: Malang Diedhiou (Senegal) | al-Ayn Publik: 4 246 Domare: Malang Diedhiou (Senegal) |

### Kvartsfinaler
| 2           | 9 december 2017 | Pachuca            | 0000 1 – 0 (e.fl.) | Wydad Casablanca | Zayed Sports City Stadium                                     |                                                               |
| 17:00 UTC+4 | 17:00 UTC+4     | Víctor Guzmán 111′ | (0 – 0) Rapport    |                  | Abu Dhabi Publik: 12 488 Domare: Ravshan Irmatov (Uzbekistan) | Abu Dhabi Publik: 12 488 Domare: Ravshan Irmatov (Uzbekistan) |
| 17:00 UTC+4 | 17:00 UTC+4     |                    |                    |                  | Abu Dhabi Publik: 12 488 Domare: Ravshan Irmatov (Uzbekistan) | Abu Dhabi Publik: 12 488 Domare: Ravshan Irmatov (Uzbekistan) |
| 17:00 UTC+4 | 17:00 UTC+4     |                    |                    |                  | Abu Dhabi Publik: 12 488 Domare: Ravshan Irmatov (Uzbekistan) | Abu Dhabi Publik: 12 488 Domare: Ravshan Irmatov (Uzbekistan) |

| 3           | 9 december 2017 | Al Jazira        | 1 – 0           | Urawa Red Diamonds | Zayed Sports City Stadium                             |                                                       |
| 20:30 UTC+4 | 20:30 UTC+4     | Ali Mabkhout 51′ | (0 – 0) Rapport |                    | Abu Dhabi Publik: 15 593 Domare: César Ramos (Mexiko) | Abu Dhabi Publik: 15 593 Domare: César Ramos (Mexiko) |
| 20:30 UTC+4 | 20:30 UTC+4     |                  |                 |                    | Abu Dhabi Publik: 15 593 Domare: César Ramos (Mexiko) | Abu Dhabi Publik: 15 593 Domare: César Ramos (Mexiko) |
| 20:30 UTC+4 | 20:30 UTC+4     |                  |                 |                    | Abu Dhabi Publik: 15 593 Domare: César Ramos (Mexiko) | Abu Dhabi Publik: 15 593 Domare: César Ramos (Mexiko) |

### Match om femteplats
| 4           | 12 december 2017 | Wydad Casablanca                            | 2 – 3           | Urawa Red Diamonds                             | Hazza bin Zayed-stadion                                |                                                        |
| 18:00 UTC+4 | 18:00 UTC+4      | Ismail Haddad 20′ Reda Hajhouj 90+3′ (str.) | (1 – 2) Rapport | 17′, 59′ Maurício Antônio 25′ Yōsuke Kashiwagi | al-Ayn Publik: 4 281 Domare: Matt Conger (Nya Zeeland) | al-Ayn Publik: 4 281 Domare: Matt Conger (Nya Zeeland) |
| 18:00 UTC+4 | 18:00 UTC+4      |                                             |                 |                                                | al-Ayn Publik: 4 281 Domare: Matt Conger (Nya Zeeland) | al-Ayn Publik: 4 281 Domare: Matt Conger (Nya Zeeland) |
| 18:00 UTC+4 | 18:00 UTC+4      |                                             |                 |                                                | al-Ayn Publik: 4 281 Domare: Matt Conger (Nya Zeeland) | al-Ayn Publik: 4 281 Domare: Matt Conger (Nya Zeeland) |

### Semifinaler
| 5           | 12 december 2017 | Grêmio             | 0000 1 – 0 (e.fl.) | Pachuca | Hazza bin Zayed-stadion                             |                                                     |
| 21:00 UTC+4 | 21:00 UTC+4      | Éverton Soares 94′ | (0 – 0) Rapport    |         | al-Ayn Publik: 6 428 Domare: Felix Brych (Tyskland) | al-Ayn Publik: 6 428 Domare: Felix Brych (Tyskland) |
| 21:00 UTC+4 | 21:00 UTC+4      |                    |                    |         | al-Ayn Publik: 6 428 Domare: Felix Brych (Tyskland) | al-Ayn Publik: 6 428 Domare: Felix Brych (Tyskland) |
| 21:00 UTC+4 | 21:00 UTC+4      |                    |                    |         | al-Ayn Publik: 6 428 Domare: Felix Brych (Tyskland) | al-Ayn Publik: 6 428 Domare: Felix Brych (Tyskland) |

| 6           | 13 december 2017 | Al Jazira     | 1 – 2           | Real Madrid                           | Zayed Sports City Stadium                                 |                                                           |
| 21:00 UTC+4 | 21:00 UTC+4      | Romarinho 41′ | (1 – 0) Rapport | 53′ Cristiano Ronaldo 81′ Gareth Bale | Abu Dhabi Publik: 36 650 Domare: Sandro Ricci (Brasilien) | Abu Dhabi Publik: 36 650 Domare: Sandro Ricci (Brasilien) |
| 21:00 UTC+4 | 21:00 UTC+4      |               |                 |                                       | Abu Dhabi Publik: 36 650 Domare: Sandro Ricci (Brasilien) | Abu Dhabi Publik: 36 650 Domare: Sandro Ricci (Brasilien) |
| 21:00 UTC+4 | 21:00 UTC+4      |               |                 |                                       | Abu Dhabi Publik: 36 650 Domare: Sandro Ricci (Brasilien) | Abu Dhabi Publik: 36 650 Domare: Sandro Ricci (Brasilien) |

### Match om tredjeplats
| 7           | 16 december 2017 | Al Jazira           | 1 – 4           | Pachuca                                                                                   | Zayed Sports City Stadium                                  |                                                            |
| 18:00 UTC+4 | 18:00 UTC+4      | Khalfan Mubarak 57′ | (0 – 1) Rapport | 37′ Jonathan Urretaviscaya 60′ Franco Jara 79′ Roberto de la Rosa 84′ (str.) Ángelo Sagal | Abu Dhabi Publik: 11 785 Domare: Malang Diedhiou (Senegal) | Abu Dhabi Publik: 11 785 Domare: Malang Diedhiou (Senegal) |
| 18:00 UTC+4 | 18:00 UTC+4      |                     |                 |                                                                                           | Abu Dhabi Publik: 11 785 Domare: Malang Diedhiou (Senegal) | Abu Dhabi Publik: 11 785 Domare: Malang Diedhiou (Senegal) |
| 18:00 UTC+4 | 18:00 UTC+4      |                     |                 |                                                                                           | Abu Dhabi Publik: 11 785 Domare: Malang Diedhiou (Senegal) | Abu Dhabi Publik: 11 785 Domare: Malang Diedhiou (Senegal) |

### Final
| 8           | 16 december 2017 | Real Madrid           | 1 – 0   | Grêmio | Zayed Sports City Stadium                                    |                                                              |
| 21:00 UTC+4 | 21:00 UTC+4      | Cristiano Ronaldo 53′ | Rapport |        | Abu Dhabi Publik: 41 094 Domare: César Arturo Ramos (Mexiko) | Abu Dhabi Publik: 41 094 Domare: César Arturo Ramos (Mexiko) |
| 21:00 UTC+4 | 21:00 UTC+4      |                       |         |        | Abu Dhabi Publik: 41 094 Domare: César Arturo Ramos (Mexiko) | Abu Dhabi Publik: 41 094 Domare: César Arturo Ramos (Mexiko) |
| 21:00 UTC+4 | 21:00 UTC+4      |                       |         |        | Abu Dhabi Publik: 41 094 Domare: César Arturo Ramos (Mexiko) | Abu Dhabi Publik: 41 094 Domare: César Arturo Ramos (Mexiko) |